# Eerbeek
Ne doit pas être confondu avec Erbek.
Eerbeek est un village appartenant à la commune néerlandaise de Brummen. Le 1er janvier 2007, le village comptait 10 103 habitants.

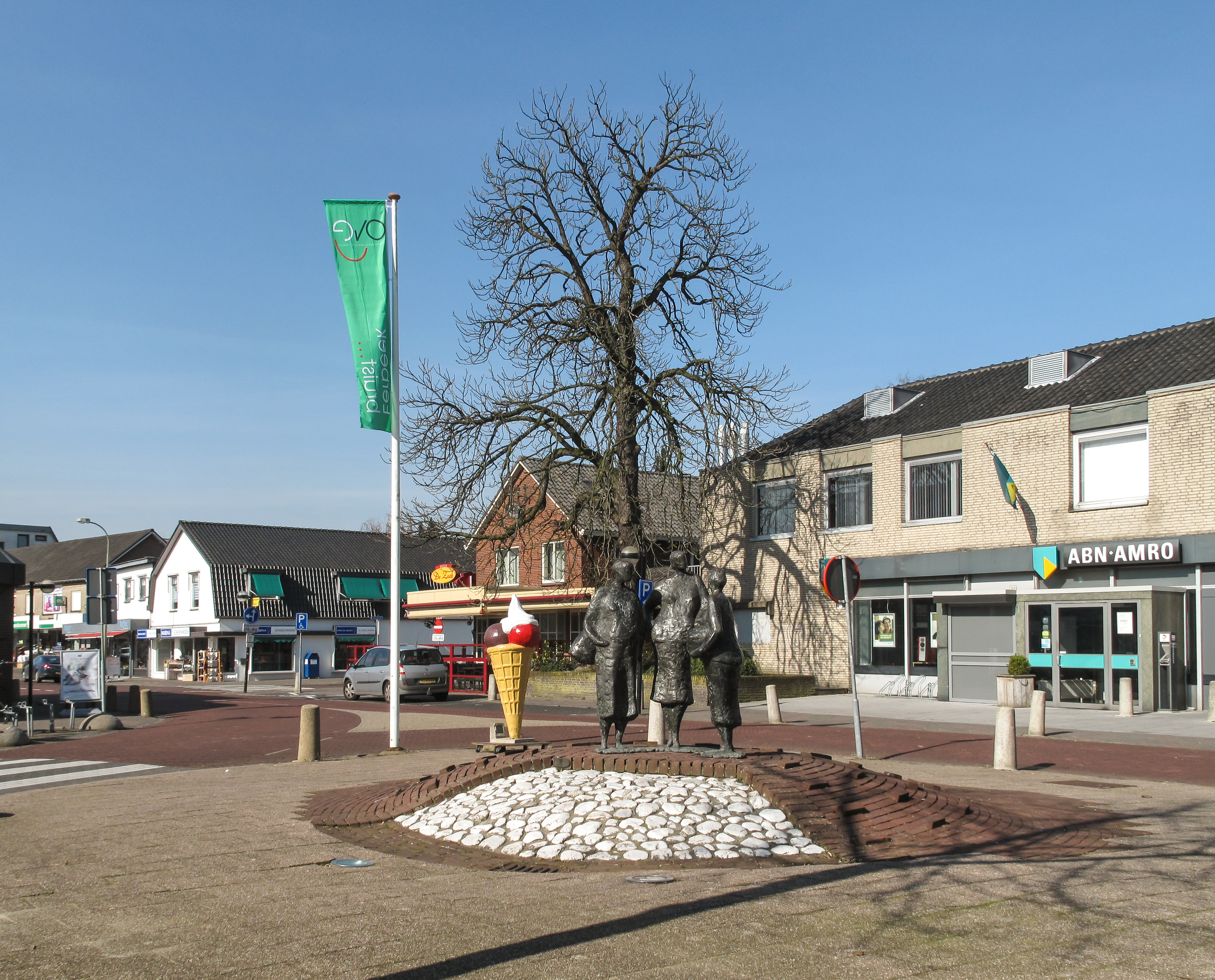
Sculpture dans la rue: de Stuijvenburchstraat

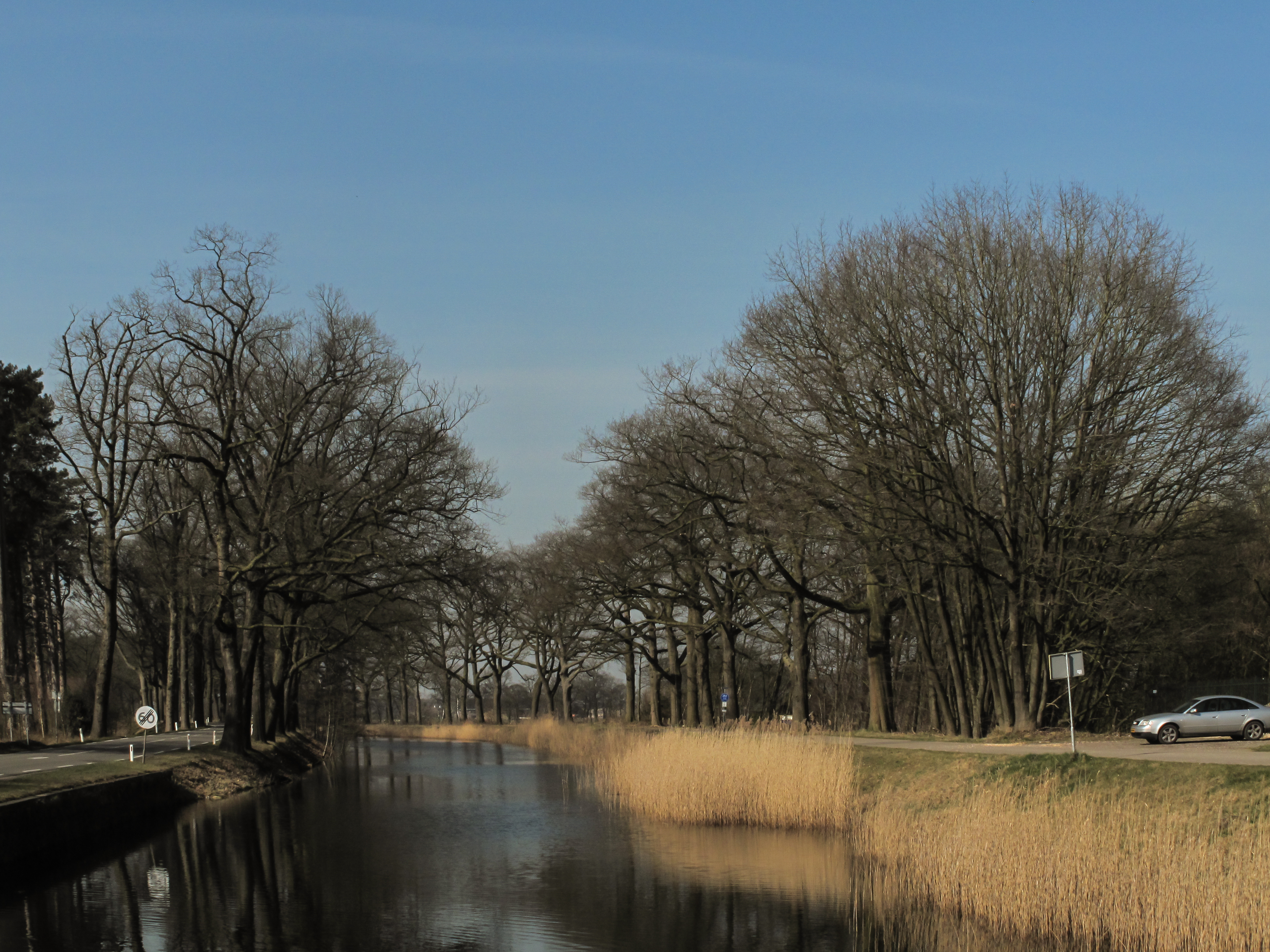
Canal (het Apeldoornskanaal) du pont (Eerbeeksebrug)

## Personnalités liées à la commune
- Gerrit Willem Joseph van Lamsweerde (1758-1837), homme politique
- Jan Mankes (1889-1920), peintre
- Willem de Mérode (1887-1939), poète
- Max Carl Wilhelm Weber (1852-1937), zoologiste